# Lennart Ginman
Lennart Ginman (født 2. marts 1960) er en dansk/finsk bassist, komponist, musikproducer og arrangør. Han var finsk statsborger indtil 1978, men har siden været dansk statsborger. Han var musikchef for Copenhagen Jazzhouse fra januar 2009. til slutningen af december 2012.
Lennart Ginman har musikalske rødder i moderne akustisk jazz, men har også arbejdet med electronica. Som en del af dansk kontrabastradition bliver han brugt i mange sammenhænge nationalt og internationalt. Han har samarbejdet med (koncerter og/eller indspilninger) navne som Randy Brecker, Clark Terry, Scott Hamilton og Lee Konitz, og han har i rytmesektionen arbejdet sammen med trommeslagere som Keith Copeland, Billy Hart og Adam Nussbaum. I 2013 har han samarbejdet med færøske Eivør, og der er planlagt en musikudgivelse i 2014.
I danske sammenhænge har Ginman spillet sammen med kunstnere som Dicte, Thomas Blachman, Nikolaj Nørlund, Niels Skousen, Christina Dahl samt Carsten Dahl og Tomas Franck. Han er en del af trioen  Ginman/Blachman/Dahl og kvartetten Ginman/Blachman/Dahl/Agergaard hvor Lennart Ginman spiller bas, Thomas Blachman trommer, Carsten Dahl piano og Thomas Agergaard spiller saxofon.
Sideløbende med sin karriere som musikudøver har Lennart Ginman i stigende grad markeret sig som komponist. Gennem et tæt samarbejde med kunstnere som sangerinden Dicte, komponisten Thomas Blachman og produceren Kæv Gliemann har han fundet en stil, der sammensætter electronica og akustiske instrumenter i en mørk tone og sound. Dette kan blandt andet høres i projektet "Ginman/Jimmy Jørgensen", der er en naturlig videreudvikling af den musik, som Ginman skabte sammen med Sort Sol-sangeren Steen Jørgensen i det samarbejdet "Ginman/Jørgensen". Denne plade blev flot modtaget af kritikken og præmieret af Statens Kunstfond, lige som den var nomineret i seks kategorier ved grammyuddelingen i 1999, hvor udgivelsen modtog to grammyer, nemlig “Årets danske producer” (Lennart Ginman) samt “Årets danske udgivelse” (Ginman/Jørgensen).
Som komponist har Lennart Ginman bl.a. komponeret musikken til musicalen ”Snedronningen” på Østre Gasværk, musikken til TV3’s krimiserie ”Skjulte spor”, musikken til danseforestillingen ”Fantasy of boredom dummies” af den venezuelanske koreograf Sara Gebran samt sounddesign til adskillige udstillinger af Lisa Rosenmeier: ”House of love”, ”Vision”, ”A temporal twin” og ”Black Circle”. Også i Paprika Steens debutfilm ”Lad de små børn...” kan man høre en af Lennart Ginmans kompositioner.

## Albums
- Beatin' Bop, 1988
- 1991 sammen med Kirk Lightsey, 1990
- Live At Ronnie Scotts, 1991
- Ginman/Jørgensen, 1998
- Snedronningen, 2000
- GinmanBlachmanDahl: The library bar concerts, 2003
- GinmanBlachmanDahl, 2004
- Deep, GINMAN feat. Jimmy Jørgensen, 2007
- 1’st sketches, Antunes Trio, Olivier, 2007. Calibrated.[6]
- The Color Of Dark, Ginman/Eivør, 2014

## Hæder
- 1991 - Vandt Dansk Grammy, hvor han spillede bas: Thomas Blachman & the X-traditional Values, “Love Boat”
- 1995 - Vandt Dansk Grammy, hvor han spillede bas: Jen Winther’s Quartet, “The Planets”
- 1995 - Vandt Jasa Prisen (givet af Danmark’s jazz journalistser og kritikere)
- 1999 - Vandt Dansk Grammy i kategorien “Årets danske producer” (Lennart Ginman)
- 1999 - Vandt Dansk Grammy i kategorien “Årets danske udgivelse” (Ginman/Jørgensen)
- 1999 - albummet “Ginman/Jørgensen” fik flere anerkendelser, blev bl.a. kåret som Årets danske album af fire store danske aviser samt af Gaffa.
- 2002 - Icelandic Grammy sammen med Sigurdur Flosason, “Stairway To The Stars”
- 2008 - Nomineret til Årets Steppeulv i kategorien “Årets Musiker”
- 2008 - Modtog treårigt arbejdslegat fra Statens Kunstfond på i alt 840.000 kr.[7]
- 2009 - Vandt Ben Webster Prisen[8]